# Tirailleurs corses
Le bataillon des tirailleurs corses a pour origine le bataillon de chasseur corses, levé par un décret daté du 19 messidor an X (8 juillet 1802). Bonaparte décide la création d’un bataillon d’infanterie légère ne comprenant que des natifs du Golo et du Liamone. Cette unité constitue le 3e bataillon de la 3e demi-brigade légère qui deviendra la 8e demi-brigade légère. Ce bataillon bien qu'enregimenté est autonome administrativement, il a pour dépôt Antibes.

Le recrutement est long bien que deux bureaux ont été créés à Ajaccio et Bastia, ce n'est que le 16 prairial an XI (5 juin 1803) que le procès-verbal de création est signé.

Levé à 10 compagnies, dont une de dépôt, le bataillon a rejoint le camp de Boulogne à l'automne 1803. Il est commandé par le chef de bataillon Pierre Cattaneo.

Il est remplacé par Philippe d'Ornano. On suppose qu'il est à l'origine de l'ajout de la couleur distinctive verte sur l'uniforme de l'infanterie légère française. Le vert étant la couleur militaire des Corses. C'est en mai 1804 que le bataillon des chasseurs corses, devient officiellement le bataillon de tirailleurs corses.

## Uniforme
On leur a longtemps attribué à tort un uniforme en drap marron distingué d'écarlate ou de vert. Il s'agit en fait des unités sédentaires stationnées en Corse, qui portaient la dénomination de Chasseurs Corses.
Les Tirailleurs Corses sont vêtus de l'uniforme de l'infanterie légère française, en drap bleu, distingué de vert au collet, aux parements et pattes de parements. Ils sont coiffés d'un shako noir orné d'un plumet vert pour les chasseurs, écarlate pour les carabiniers et jonquille pour les voltigeurs. Les shakos sont galonnés d'un galon de la couleur distinctive rouge et jaune pour distinguer carabiniers et voltigeurs, ainsi que par le port d'épaulettes à franges de couleur.
Leur marque distinctive est une giberne (une 'carchera') portée sur le ventre à la Corse.

## Armes
Les tirailleurs sont armés du fusil d'infanterie Mèle 1777 et d'un sabre briquet. Les sous-officiers sont en outre armés de deux pistolets suspendus de part et d'autre de la giberne ventrale.

## Engagements
Le bataillon fera les campagnes de 1805 et 1806 à la Grande Armée, au IVe Corps du Marechal Soult, 3e Division Legrand, Brigade Merle, où il est embrigadé avec le 3e de Ligne et les Tirailleurs du Pô. C'est au combat d'Hollabrunn que les Tirailleurs Corses reçoivent le baptême du feu.
À Austerlitz ils tiennent la droite dans le village de Telnitz, où ils reçoivent les premiers assauts autrichiens.
En 1806, Campagne de Prusse, quand ils débouchent sur le champ de bataille d'Iéna, la victoire est consommée. Ils participent à la poursuite des armées russes et prussiennes. À Creussen, ils prennent les bagages du roi de Prusse, puis se distinguent à la prise de Lubeck le 6 novembre, obligeant Blucher à se rendre aux maréchaux Soult & Murat. La Prusse est vaincue, mais les Russes poursuivent la lutte.
Ils s'enfoncent en Pologne, pour la campagne d'hiver. Le bataillon est alors commandé par Antoine-François Morandini. Ils sont au combat de Hoff le 6 février 1807, et à la bataille d'Eylau le 7 février. La lutte reprend aux beaux jours, les Tirailleus sont à la bataille d'Heilsberg le 10 juin 1807 où ils subissent d'énormes pertes.
Ils sont à la prise de Koenigsberg, et de ce fait ne participent pas à la bataille de Friedland.
La paix avec les Russes est signée à Tilsitt.
L'année 1808 se passe en occupation à l'armée d'Allemagne.
En 1809, l'Autriche réarme, et déclare la guerre à la France. Les Tirailleurs Corses, combattent alors au IIe Corps du maréchal Lannes, au corps de la réserve du général Oudinot. Le corps d'Oudinot a été déplacé par Berthier au IVe Corps sous Massena, à la division Claparède, brigade Coehorn. Les Tirailleurs Corses se distinguent à la prise du pont sur l'Isar à Instat le 26 avril, où ils font 400 prisonniers. C'est lors de ce combat que les Autrichiens vont les surnommer les "Collets verts".
Massena demandera à l'Empereur la faveur de conserver pour la campagne le bataillon de Tirailleurs Corses.
Le 3 mai, les Tirailleurs Corses sont à la prise du pont d'Ebersberg. Les pertes sont sévères. Le chef de bataillon Morandini sera blessé et fait prisonnier par les Autrichiens. Le bataillon est commandé provisoirement par le capitaine Pierre Casabianca.
Les Tirailleurs sont présents à Essling (21 mai 1805), et à Wagram (4 juillet 1809) au IIe Corps d'Oudinot, division Tharreau. brigade Conroux.
Le chef de bataillon Morandini est libéré le 17 juillet, et reprend le commandement de son unité. Avec le IIe Corps les Tirailleurs Corses participent à la poursuite des Autrichiens.
Le 1er février 1810, le corps d'Oudinot est dissous. Les Tirailleurs Corses passent au IIIe Corps de Davout qui stationne en Allemagne. Le bataillon va tenir garnison à Ratisbonne, Mayence, Anvers puis au camp de Boulogne où il arrive au début du mois d'aout 1810 sous le commandement de Vandamme.
Le bataillon est alors formé à 6 compagnies de 140 hommes, les officiers excédentaires sont placés à la suite ou versés dans d'autres corps.
Le bataillon quitte Boulogne le 20 avril 1811 et se dirige à Wesel, où il arrive courant mai, au IVe Corps d'Observation du Rhin.

## Dissolution
Le 8 septembre 1811, le bataillon est dissous à Wesel, et ses hommes sont versés au 11e léger où il forme le 1er bataillon, les Tirailleurs du Pô forment le 2e bataillon, le 3e bataillon est constitué des 6 compagnies du Bataillon valaisan, Le 4e bataillon de conscrits corses et piémontais, le 5e bataillon de dépôt à Wesel.
Triste consolation, le drapeau du 11e léger portera les inscriptions du Bataillon de Tirailleurs Corses : Ulm - Austerlitz - Iéna - Eylau - Essling - Wagram.
Son commandement est confié au colonel Pierre Casabianca qui trouvera la mort pendant la campagne de Russie.

## Sources
- René Chauvin : Historique du Bataillon des Tirailleurs Corses - 2002
- Dominique Buresi  : Les Corses au combat sous 3 drapeaux - Éditions DCL
- F-G Hourtoulle : Austerlitz, le soleil de l'Aigle - Ed Histoire & Collections
- F-G Hourtoulle : Wagram, l'apogée de l'Empire - Ed Histoire & Collections
- Ludovic Letrun : Les drapeaux de la Révolution et de l'Empire 1786-1815 - Ed Histoire & Collections.
- Les tirailleurs corses (1804-1811)